# 知識人
知識人（ちしきじん、英: intellectual）は、 高い知識や教養を持つ人 のこと。インテリや有識者（ゆうしきしゃ）とも呼ばれる。

## 概説
フランスでは、19世紀末のドレフュス事件の際、モーリス・バレスやフェルディナン・ブリュヌティエールによって用いられたのをきっかけに、知識人（仏: intellectuel）という語句が、広く知られるようになったと言われている。バレスやブリュヌティエールは反ドレフュス派であり、エミール・ゾラ、オクターヴ・ミルボー、アナトール・フランスなどドレフュス擁護の論陣を張った文人たちに対して、彼らが地政学や軍事的問題といった方面には疎いにもかかわらず無闇にドレフュスを擁護していると非難して、彼らに対して知識人という言葉を投げつけた。
したがって、このとき知識人とは軽蔑的意味をもっており、抽象的思考をするあまり現実感覚を見失って、ろくに知りもしない話題に安易に口を出すといったニュアンスを帯びていた。あるいは知識はあっても知恵はないという侮蔑、へりくだりをも意味していたのかもしれない。
これとはまったく逆の方向から知識人について論じたのがジュリアン・バンダである。バンダは著書『教養人の裏切り (Trahisons des clercs) 』（邦題『知識人の裏切り』）において、真理や正義といった普遍的価値の代弁者たるべき知識人が、政治的な議論に熱中するあまり、本質を見失っていると論じている。
しかし、その後この語句が広まるにつれ、否定的意味よりも肯定的意味が強調されるようになり、狭い専門性に閉じこもることなく、公共的議論に積極的に参入していく人たちについて用いられるようになっていった。
アメリカ合衆国の社会学者チャールズ・ライト・ミルズが著書『社会学的想像力』で行った大学人に対する批判もこのような知識人論の一種であると考えられる。すなわちミルズは、大学人たちが専門性に特化するあまり公共的議論に参加する能力を失いつつあることを警告し、この点ではジャーナリストのほうが知識人的であるとしたのである。
フランスの哲学者ジャン＝ポール・サルトルは、知識人の大きな役割を社会参加に置き、フランス共産党に入党して（その後離党）、様々な政治的出来事に対して発言を行った。
今日このような意味での知識人の代表的存在といえるのがノーム・チョムスキーである。チョムスキーの発言は大きな政治的影響力をもつようになっている。しかし、チョムスキー自身は知識人の役割が一人歩きすることに対して警戒しており、いわゆる知識人の発言とされるものはほとんどの場合支配的イデオロギーを擁護する役割しか果たさないと述べている。
福田恆存は知識人について、以下のように述べている。